# 岡村大八
岡村 大八（おかむら だいはち、1997年2月15日 - ）は、東京都世田谷区出身のプロサッカー選手。Jリーグ・FC町田ゼルビア所属。ポジションはディフェンダー（DF）。

## 来歴
前橋育英高校では後にプロ入りする坂元達裕、小泉佳穂、鈴木徳真、渡邊凌磨、吉田舜、吉永大志らとともにプレー。3年次に参加した第93回全国高等学校サッカー選手権大会では準優勝の好成績を収めた。しかし岡村自身はメンバー入りを果たせずスタンドからの応援となった。
高校卒業後は立正大学に進学し同校のサッカー部に所属。2018年、関東大学2部リーグのベストイレブンに選出された。同年12月、大学同期の鈴木順也と共に2019年シーズンよりザスパクサツ群馬に加入することが発表された。
2019年8月、JFLのテゲバジャーロ宮崎に期限付き移籍。
2020年、群馬へ復帰した。8月22日、J2第14節のファジアーノ岡山FC戦でプロ初ゴールを決めた。シーズンを通じてレギュラーとしてプレーし、同年のJ2リーグのフィールドプレーヤーとしては唯一、全42試合にフル出場した。
2020年12月23日、2021シーズンより北海道コンサドーレ札幌に完全移籍で加入することが発表された。北海道コンサドーレ札幌での背番号50は自らの希望であり、前所属の群馬で背番号50をつけていた大前元紀選手への尊敬の意であると述べている。
2025年1月7日、2025シーズンよりFC町田ゼルビアに完全移籍で加入することが発表された。北海道コンサドーレ札幌時代と同じ背番号50を背負う。

## 所属クラブ
- バディSC世田谷
- キンダー善光サッカークラブ
- FC. HORTENCIA (世田谷区立松沢中学校)
- 前橋育英高等学校
- 立正大学
- 2019年 - 2020年  ザスパクサツ群馬
  - 2019年8月 - 同年12月  テゲバジャーロ宮崎 (期限付き移籍)
- 2021年 - 2024年  北海道コンサドーレ札幌
- 2025年 -  FC町田ゼルビア

## 個人成績
| 国内大会個人成績 | 国内大会個人成績 | 国内大会個人成績 | 国内大会個人成績 | 国内大会個人成績 | 国内大会個人成績 | 国内大会個人成績 | 国内大会個人成績 | 国内大会個人成績 | 国内大会個人成績 | 国内大会個人成績 | 国内大会個人成績 |
| 年度             | クラブ           | 背番号           | リーグ           | リーグ戦         | リーグ戦         | リーグ杯         | リーグ杯         | オープン杯       | オープン杯       | 期間通算         | 期間通算         |
| 年度             | クラブ           | 背番号           | リーグ           | 出場             | 得点             | 出場             | 得点             | 出場             | 得点             | 出場             | 得点             |
| 日本             | 日本             | 日本             | 日本             | リーグ戦         | リーグ戦         | リーグ杯         | リーグ杯         | 天皇杯           | 天皇杯           | 期間通算         | 期間通算         |
| ---------------- | ---------------- | ---------------- | ---------------- | ---------------- | ---------------- | ---------------- | ---------------- | ---------------- | ---------------- | ---------------- | ---------------- |
| 2019             | 群馬             | 4                | J3               | 3                | 0                | -                | -                | 2                | 0                | 5                | 0                |
| 2019             | 宮崎             | 28               | JFL              | 9                | 0                | -                | -                | -                | -                | 9                | 0                |
| 2020             | 群馬             | 4                | J2               | 42               | 2                | -                | -                | -                | -                | 42               | 2                |
| 2021             | 札幌             | 50               | J1               | 21               | 1                | 7                | 0                | 2                | 0                | 30               | 1                |
| 2022             | 札幌             | 50               | J1               | 26               | 1                | 7                | 1                | 2                | 1                | 35               | 3                |
| 2023             | 札幌             | 50               | J1               | 31               | 1                | 5                | 1                | 2                | 0                | 38               | 2                |
| 2024             | 札幌             | 50               | J1               | 33               | 2                | 3                | 0                | 1                | 0                | 37               | 2                |
| 2025             | 町田             | 50               | J1               |                  |                  |                  |                  |                  |                  |                  |                  |
| 通算             | 日本             | 日本             | J1               | 111              | 5                | 22               | 2                | 7                | 1                | 140              | 8                |
| 通算             | 日本             | 日本             | J2               | 42               | 2                | -                | -                | 0                | 0                | 42               | 2                |
| 通算             | 日本             | 日本             | J3               | 3                | 0                | -                | -                | 2                | 0                | 5                | 0                |
| 通算             | 日本             | 日本             | JFL              | 9                | 0                | -                | -                | -                | -                | 9                | 0                |
| 総通算           | 総通算           | 総通算           | 総通算           | 165              | 7                | 22               | 2                | 9                | 1                | 196              | 10               |

- Jリーグ初得点 - 2020年8月22日 J2 第14節 vsファジアーノ岡山 (シティライトスタジアム)
- J1リーグ初得点 - 2021年5月29日 J1 第17節 vs柏レイソル (三協フロンテア柏スタジアム)

## タイトル

### 個人
- 関東大学サッカーリーグ戦2部ベストイレブン：1回（2018年）
- 大和ハウス　プレミストドームMVP賞：1回（2024年）